# Защита окружающей среды в Кении

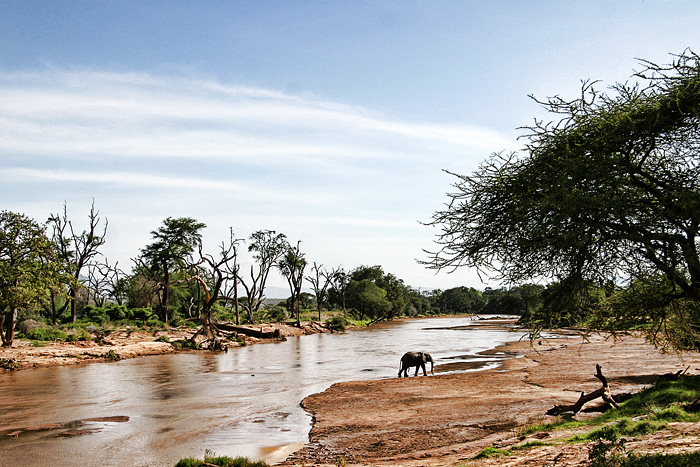
Слон пересекает реку в Кении

Защита окружающей среды в Кении включает работу над такими проблемами как обезлесение, почвенная эрозия, опустынивание, дефицит водных ресурсов и ухудшение качества воды, наводнения, браконьерство, а также хозяйственное и промышленное загрязнение.

## Водные ресурсы
Водные ресурсы в Кении находятся под давлением сельскохозяйственных химикатов и городских и промышленных отходов, а также от использования для гидроэнергетики. Ожидаемая нехватка воды является потенциальной проблемой на будущее. Например, перекрытие реки Омо плотиной Гильгель-Гибе III вместе с планом использования 30-50 % воды для сахарных плантаций создаст значительные экологические проблемы. Предполагается, что будет потеряно до 50 % водной ёмкости озера Туркана. Если бы не планировалась ирригация сахарных плантаций, сама плотина могла бы оказать положительное влияние на окружающую среду из-за безотходного производства энергии
Проблемы с качеством воды в озёрах (включая заражение водяным гиацинтом в озере Виктория) привели к существенному снижению вылова рыбы и исчезновению видов рыб.

## Браконьерство

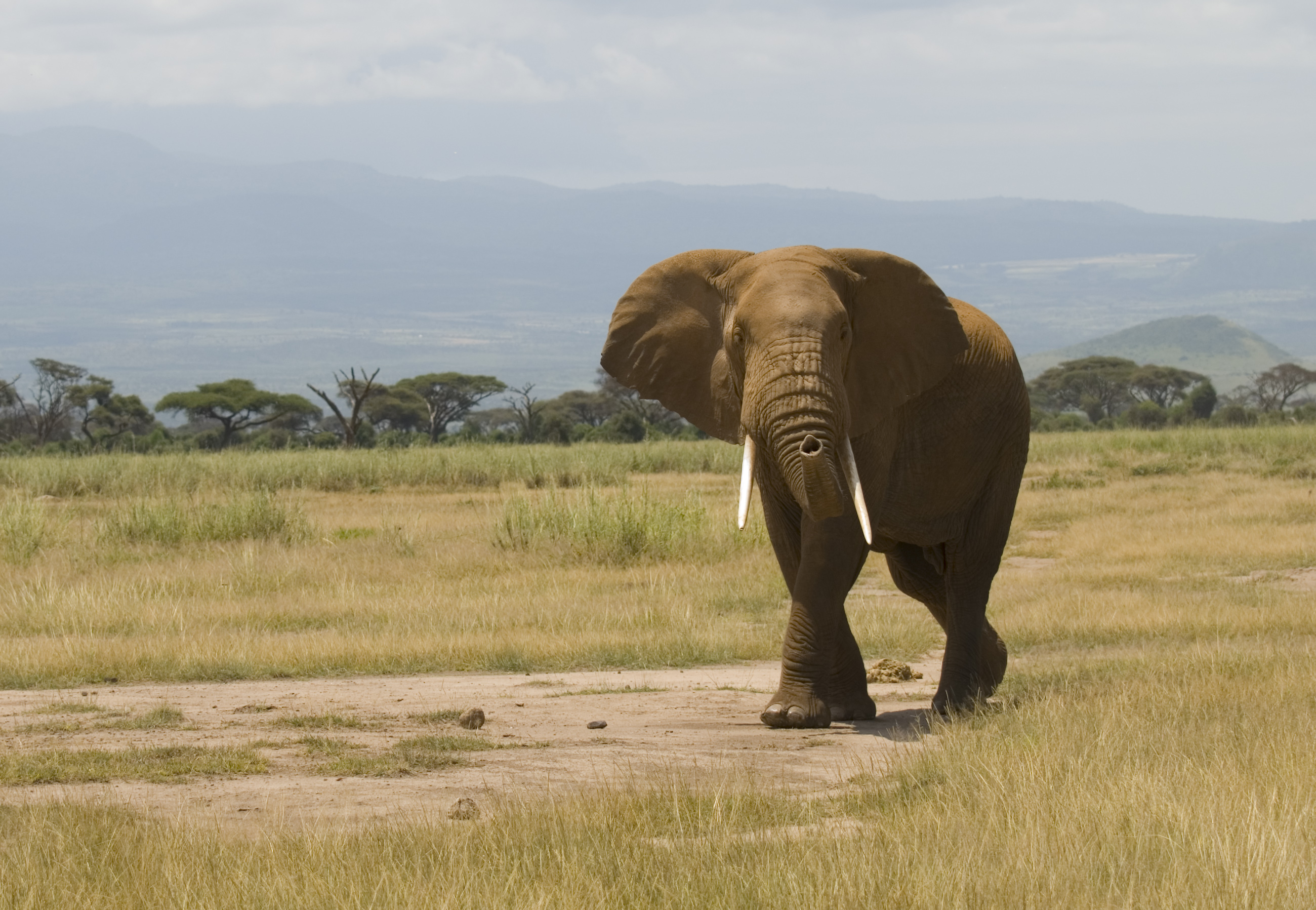
Африканский слон в национальном парке Амбосели, Кения.

В Кении существует большое разнообразие видов диких животных, местам обитания которых угрожает посягательство человека и браконьеров, которые живут в сельской местности. Майкл Верихе, также известный как Rhino Man, пионер охраны дикой природы Кении. Верихе прошёл тысячи километров и собрал миллионы долларов для финансирования проектов по сохранению белого носорога. Голубая антилопа гну в настоящее время в изобилии, но, как и другие виды, находящиеся под угрозой исчезновения, испытывает давление сокращения среды обитания. К другим диким видам, которым угрожает сокращение численности, относятся львы, слоны, газели и носороги.
Между 1970 и 1977 годами Кения потеряла более половины своих слонов. Хотя охота на слонов была запрещена на протяжении 40 лет в Кении, браконьерство не сократилось. Учитывая бедность многих людей и высокую ценность клыков слонов, они отправляются за границу и продаются на чёрном рынке. Хотя в Кении есть много национальных парков и заповедников, защищающих дикую природу, популяции слонов всё ещё находятся в опасности, проблема усугубляется коррупцией, а некоторые должностные лица дополняют свой доход разрешением браконьерства.

## Обезлесение
Производство лесной продукции также сократилось из-за деградации ресурсов. За последние три десятилетия чрезмерная эксплуатация сократила древесные ресурсы страны вдвое. В настоящее время только 2 % земли остаётся покрытой лесами, и приблизительно 50 квадратных километров леса утрачиваются каждый год. Эта потеря леса усугубляет эрозию, заиливание плотин и наводнения, а также потерю биоразнообразия. Среди исчезающих лесов — лес Какамега, лес Мау и лес Карура. В ответ на экологические нарушения активисты добились определённых успехов в политике, способствующей устойчивому использованию ресурсов.
Нобелевская премия мира 2004 года досталась кенийской защитнице окружающей среды Вангари Маатаи, наиболее известной благодаря организации массового движения, в котором за эти годы были мобилизованы тысячи людей, чтобы посадить 30 миллионов деревьев в Кении и в других местах, а также протестовать против расчистки лесов для развития роскоши. Заключённая в тюрьму как противник Дэниэла Мои, Маатаи связала обезлесение с бедственным положением сельских женщин, которые вынуждены тратить неисчислимые часы в поисках дефицитных дров и воды.
Повсеместная бедность во многих частях страны в значительной степени привела к чрезмерной эксплуатации ограниченных ресурсов в Кении. Вырубка деревьев, чтобы освободить больше земель для возделывания, бизнес по сжиганию угля, добыча полезных ископаемых среди других социальных и профессиональных практик являются основными угрозами деградации окружающей среды из-за бедности в сельской Кении. Такие регионы, как Муранга, Бондо и Меру затронуты этой экологической проблемой.

## Сбор мусора и твёрдых отходов

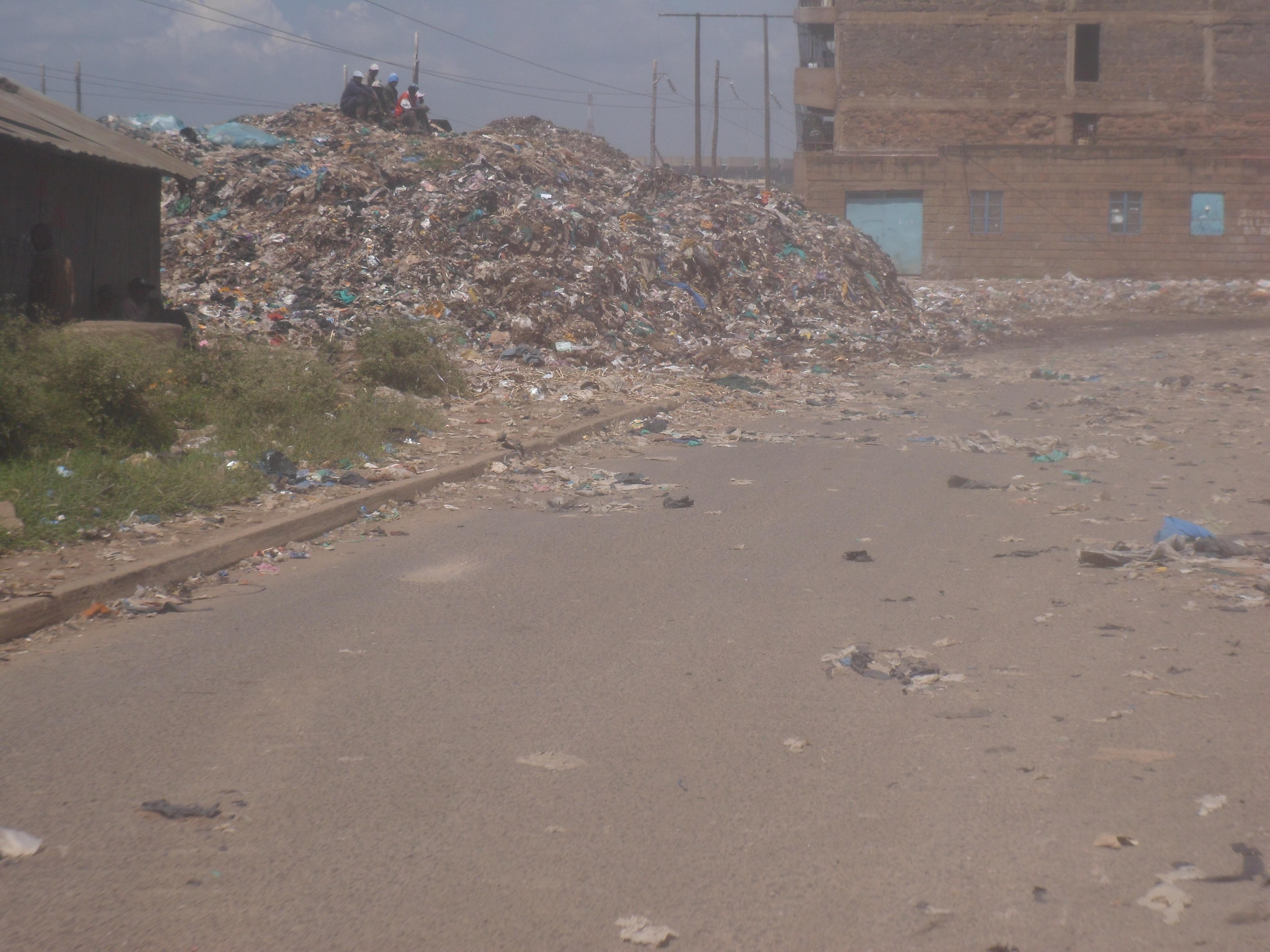
Собранные твёрдые отходы, высыпавшиеся на дорогу.

Засорение и незаконный сброс мусора являются проблемой как в городской, так и в сельской местности Кении. Почти все городские районы Кении имеют неадекватные системы сбора и утилизации мусора.

## Наводнения
Существует риск сезонного затопления в течение июля и до конца августа. В сентябре 2012 года тысячи людей были перемещены в некоторые районы провинции Кения в Рифт-Валли, когда паводковые воды затопили дома и школы, и уничтожили посевы. Это было особенно опасно, так как наводнения вызвали переполнение уборных, загрязняющих многочисленные источники воды. Наводнения также могут стать причиной оползней, и в сентябре 2012 года двое детей погибли в результате оползня в районе Баринго, из-за которого покинули место жительства 46 семей.